# Police sud-africaine
Le South African Police Service (SAPS) - south african police (SAP) de 1913 à 1994 - est le nom de la force de police nationale de l'Afrique du Sud. Elle fut créée en 1913.

## La South African Police (1913-1994)

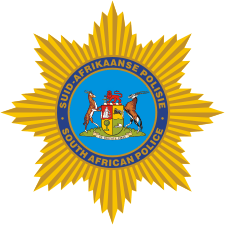
Emblème de la police sud-africaine (SAP)

Fondé le 1er avril 1913, la SAP unifiait, pour la nouvelle union de l'Afrique du Sud créée 3 ans plus tôt, les forces de police de l'ancienne colonie du Cap, de la Colonie de Natal, de la Colonie de la rivière Orange et de la Colonie du Transvaal. Elle reprenait notamment les traditions de la garde hollandaise du Cap, réorganisée en Cape Town Constabulary (1825) puis Cape Town Police Force par les autorités britanniques. Lors de la fondation de la SAP, les forces de police comptent 5 882 hommes, principalement implantées dans les villes et les zones urbaines. En zone rurale, c'est la garde montée, une branche des forces de défense de l'Union, qui est chargée de la sécurité et de l'ordre public avant qu'ils ne passent juridiquement sous le contrôle de la SAP durant la Première Guerre mondiale puis ne soit dissous en 1926, l'ensemble de leurs fonctions étant assurés dorénavant par les policiers sud-africains. 
Ces derniers furent par ailleurs mobilisés au sein de l'Armée et combattirent ainsi au cours des guerres mondiales, notamment dans les colonies allemandes en 1914-1918 (Bataille de Sandfontein et puis dans la guerre du désert (seconde bataille d'El Alamein, bataille de Madagascar et Tobrouk) entre 1941 et 1945. De la même façon de nombreux membres de la SAP furent envoyés en Rhodésie du Sud entre 1967 et 1975. 
À partir des années 1960, elle fut engagée contre les militants et les soutiens de l'ANC et de l'Inkhata. Ainsi fut créé l'Unité C1 pour lutter contre l'Umkhonto we Sizwe mais aussi la special branch, la branche de sécurité chargée du renseignement intérieur.
Parallèlement furent créées des forces de police dans les Bantoustans du Bophuthatswana, Ciskei, Gazankulu, KaNgwane, KwaNdebele, KwaZulu, le Lebowa, QwaQwa, Transkei et du Venda.

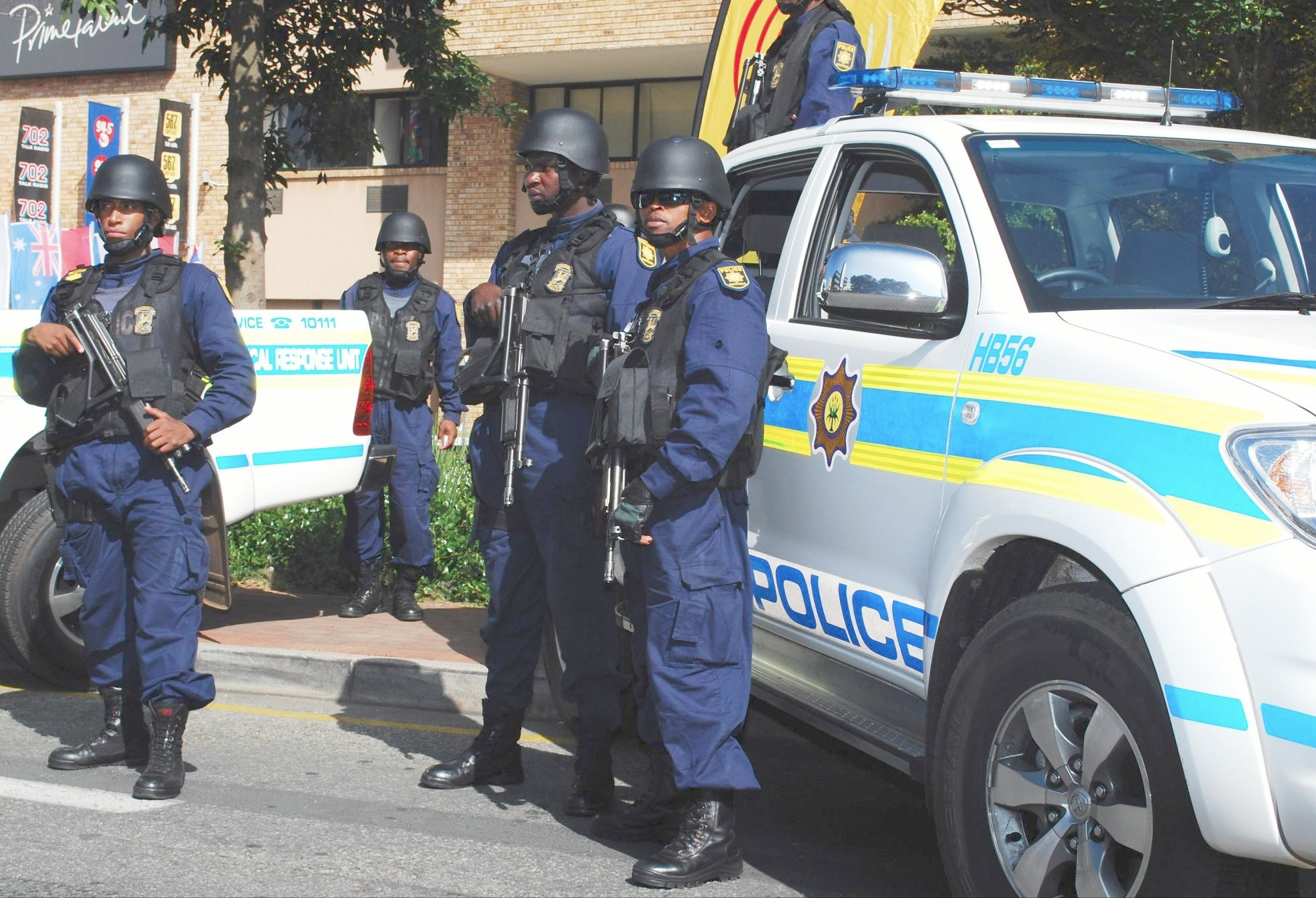
Éléments de la police sud-africaine durant une présentation en 2010.

L'armement de la SAP comprenait des :
- Armes de poing
  - Pistolets : Webley 1920 (1920-1945), Browning GP35 (1945-1989) Vektor Z-88 (1989-1994).
  - Révolvers : Webley Mk VI(1920-1945), Enfield .38  et Webley Mk IV et S&W .38/200 ((1940-1960 pour les 3 derniers modèles).
- Armes d'épaule : Armscor R1/R2, Vektor R5, Musgrave Pump Shotgun.

## Le South African Police Service (1994-aujourd'hui)

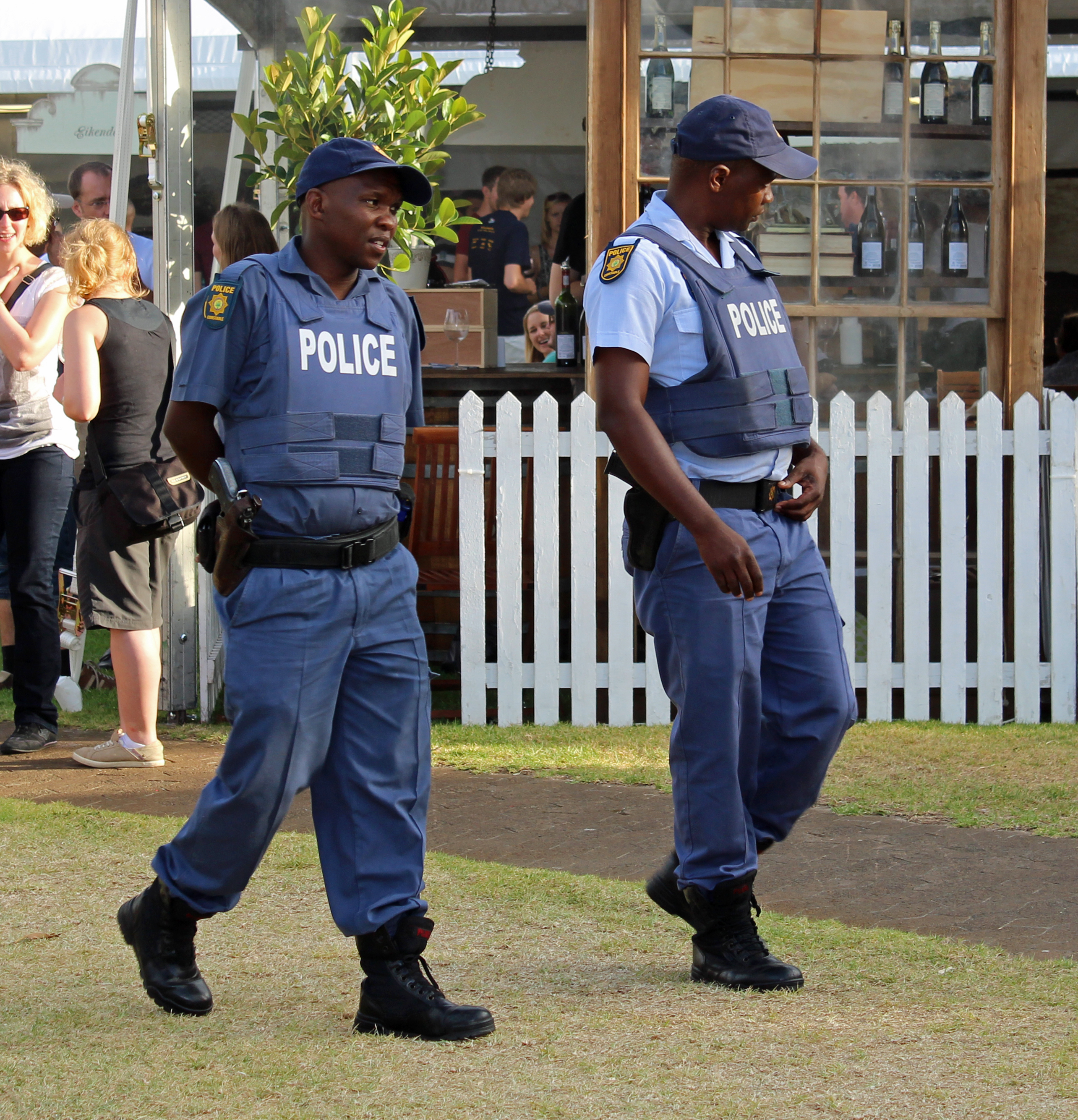
Policiers sud-africains en uniforme patrouillant dans les allées du Salon du Vin 2014 de Stellenbosch. L'étui de chacun de ses policier ccomprend un PA Z88.

### Organisation territoriale
Le SAPS compte 1138 postes de police répartis sur 9 zones : Eastern Cape,   Northern Cape,   Western Cape,     Free State,     Gauteng,  Kwazulu-Natal,    Mpumalanga,      Limpopo et North West.

## Services spécialisés
- South African Police Service Special Task Force

## Équipement

### Aéronefs
La South African Police Service Air Wing met en œuvre une flotte de 34 avions et hélicoptère. En avril 2021, moins de la moitié de ces appareils étaient opérationnels.
Avions
- 9 x Pilatus PC-6/B2-H4
- 1 x Beech King Air C90A
- 1 x Cessna 680 Citation Sovereign
- 1 x Pilatus PC-12/47

Hélicoptères
- 13 x Eurocopter AS350 B3
- 6 x Robinson R44
- 2 x McDonnell-Douglas 369E
- 1 x MBB Bk 117B1

### Armement

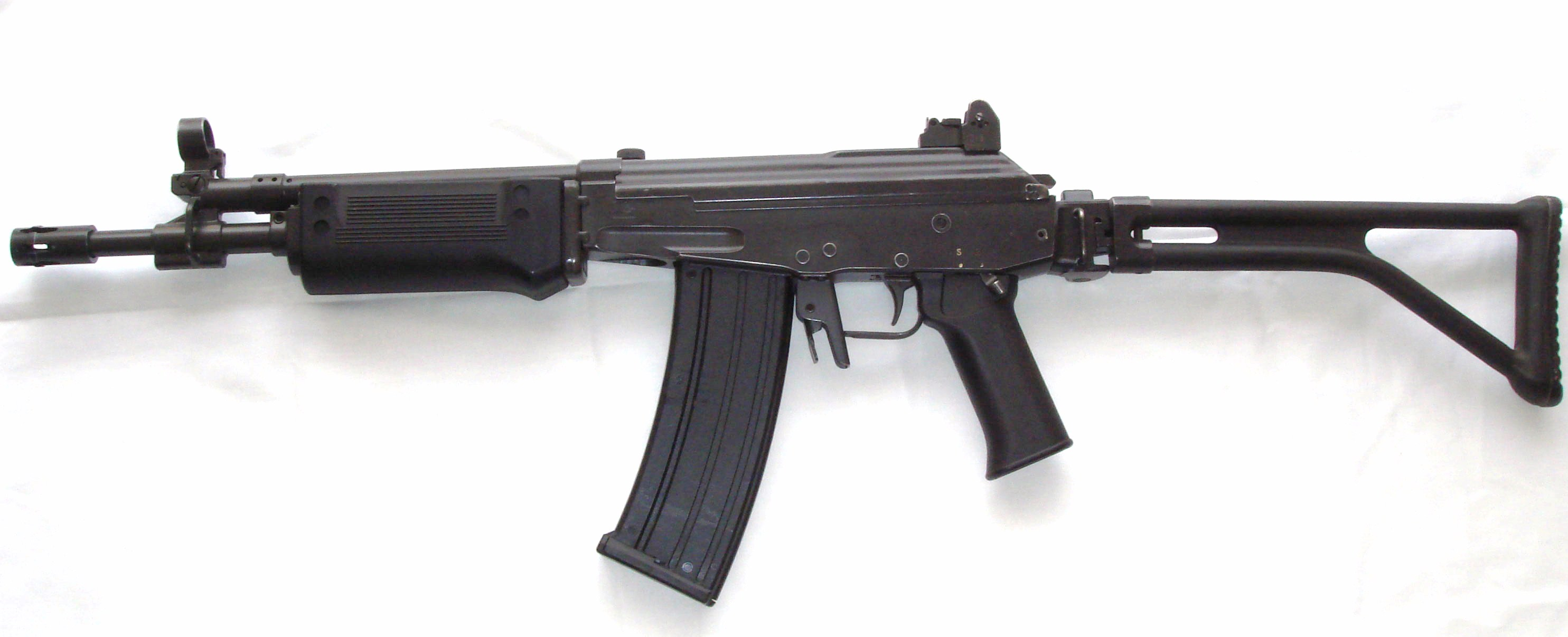
La carabine de police LM5, version semi-automatique du Vektor R5 équipe chaque voiture de patrouille du SAPS.

En 2014, l'arme de service des membres assermentés du SAPS reste le Vektor Z-88 déjà en servie dans la SAP. Les policiers de la ville du Cap et de quelques autres services sont dotés de Glock 17. De plus les enquêteurs du SAPS peuvent porter un RAP-401 plus discret et léger que le Z-88.

## Insignes de grade
|                               |                           |                                                  | Emplois supérieurs                               | Emplois supérieurs                         | Emplois supérieurs                         | Emplois supérieurs                     | Emplois supérieurs                     | Emplois supérieurs                | Emplois supérieurs                | Emplois supérieurs                       | Officier de police                       | Officier de police          | Officier de police          | Officier de police              | Officier de police           | Officier de police           | Officier de police | Officier de police | Officier de police | Officier de police | Officier de police | Officier de police | Officier de police | Officier de police | Gardien | Gardien | Gardien |
| ----------------------------- | ------------------------- | ------------------------------------------------ | ------------------------------------------------ | ------------------------------------------ | ------------------------------------------ | -------------------------------------- | -------------------------------------- | --------------------------------- | --------------------------------- | ---------------------------------------- | ---------------------------------------- | --------------------------- | --------------------------- | ------------------------------- | ---------------------------- | ---------------------------- | ------------------ | ------------------ | ------------------ | ------------------ | ------------------ | ------------------ | ------------------ | ------------------ | ------- | ------- | ------- |
| South African Police Service, |                           |                                                  |                                                  |                                            |                                            |                                        |                                        |                                   |                                   |                                          |                                          |                             |                             |                                 |                              |                              |                    |                    |                    |                    |                    |                    |                    |                    |         |         |         |
| General Directeur général     | General Directeur général | Lieutenant general Directeur des services actifs | Lieutenant general Directeur des services actifs | Major general Inspecteur général de police | Major general Inspecteur général de police | Brigadier Contrôleur général de police | Brigadier Contrôleur général de police | Colonel Commissaire divisionnaire | Colonel Commissaire divisionnaire | Lieutenant colonel Commissaire de police | Lieutenant colonel Commissaire de police | Captain Capitaine de police | Captain Capitaine de police | Warrant officer Major de police | Sergeant Brigadier de police | Constable Gardien de la paix |                    |                    |                    |                    |                    |                    |                    |                    |         |         |         |